# (3894) Williamcooke
(3894) Williamcooke es un asteroide perteneciente al cinturón de asteroides, descubierto el 14 de agosto de 1980 por Peter Jekabsons y el astrónomo Michael Candy desde el Observatorio Perth, Bickley, Australia.

## Designación y nombre
Designado provisionalmente como 1980 PQ2. Fue nombrado Williamcooke en honor al astrónomo de Australia Occidental William Ernest Cooke.